# René Hetzel
Pour les articles homonymes, voir Hetzel.
René Hetzel, né à Strasbourg le 24 septembre 1902 et mort dans cette même ville le 19 décembre 1972, est un sculpteur et graveur français.

## Biographie
René Hetzel entre en 1916 à l'école des Arts décoratifs de Strasbourg dans l'atelier du sculpteur Wetzel. Il y reste moins de deux ans de 1916 à 1918 et part perfectionner sa technique chez un tailleur de pierre à Paris.
Dessinateur, graveur et sculpteur, il se révèle au monde de l’art par une polémique à l’exposition internationale de Paris en 1925 à propos d'une série de trois sculptures dont le personnage central est une femme accroupie venant d’accoucher.
Il réalise de nombreux monuments aux morts et des bustes pour des particuliers et des personnalités du monde de l’art.
Strasbourg expose plusieurs de ses sculptures en plein air : dans le jardin du Palais du Rhin, une femme allongée : La Racine. Dans la cour des Dernières nouvelles d’Alsace, une fontaine : Première lecture. Dans le quartier des institutions européennes, un homme s’extirpant d’une gangue de pierre : La Quête du sens. Sur la façade du Théâtre national, quatre bas reliefs monumentaux : La Comédie La Tragédie, La Danse, La Musique. Le Soir, statue monumentale au terrain d'exposition du Wacken. De nombreux autres médaillons ou bas-reliefs ornent les façades de la ville. Le musée d’art moderne et contemporain de Strasbourg conserve également des dessins, gravures et sculptures.
En 1952 il édite à la Librairie Oberlin six eaux fortes pour la Passion selon St Mathieu. Ce travail sera remarqué par Albert Schweitzer en ces termes : « Je trouve vos gravures...très remarquables comme esprit et comme facture. J'ai admiré...la finesse de votre burin... »

## Collections publiques
- 1940, Femmes debout. Deux statues achetées par la ville de Strasbourg. Hall des Bains Municipaux.
- 1941, Le soir. Femme allongée, statue monumentale. Pierre dure Rochambeaux. Terrain d’exposition du Wacken, Strasbourg.
- 1942, Femme agenouillée. Grandeur nature. Grès des Vosges. Terrain d’exposition du Wacken, Strasbourg.
- 1948, L’Adolescent, l’Ephèbe, ou La Quête du sens. Statue monumentale. Pierre dure Vaurion des carrières Fèvre de l'Ain. Palais U, puis Cloître des Récollets puis bd Pflimlin, Strasbourg[7].
- 1949-1950, Gaya. Statue monumentale. Pierre dure Vaurion. Léguée à la ville de Strasbourg avec l’Ephèbe et quatre autres statues.
- 1951, cinq statues en plâtre dont deux coulées en bronze. L’une couronne la fontaine du bain thermal de Niederbronn-les-Bains, l’autre en collection privée.
- 1952, La Racine, femme couchée de 2,40 m. En pierre de Lerouville. Jardin du Palais du Rhin, Strasbourg. Don à l’État.
- 1954, Monument aux morts de Strasbourg Robertsau.
- 1957, Monuments aux morts de Lembach.
- 1960, Deux reliefs monumentaux de 2.70 x 1.40 m : la Glaneuse et le Semeur  sur la façade de la Mutualité sociale agricole à Strasbourg.
- 1961, Armoiries sur la façade de la mairie de Hatten.
- 1962, Monument aux morts de Sessenheim et Schirrhein (1962).
- 1963, Monument aux morts de Uberach.
- 1964 à 1967, Monuments aux morts de Huttenheim, Rœschwoog, Andlau. Quatre reliefs monumentaux de 2.40 x 1.40 m sur la façade du Conservatoire de musique : la Tragédie, la Comédie,la Danse, la Musique.
- Deux reliefs monumentaux de 2.40 x 1.20 m sur la façade de la nouvelle école de Niederbronn-les-Bains.
- L'Athlète, dernière sculpture, 3,50 m. Pierre d'Euville. Lycée technique de Strasbourg Meinau. C'est la dernière sculpture réalisée avant la perte de son œil gauche.
- Schwilgué, horloger de l'horloge astronomique de la Cathédrale de Strasbourg. Relief monumental École de l'Ill, Strasbourg-Robertsau (1960)[8]

### Œuvres
- Œuvres conservées au musée d'art moderne et contemporain de Strasbourg :
  - Autoportrait, sanguine ;
  - Étude de nu masculin, sanguine ;
  - Ma fille Ève, sanguine ;
  - Édouard Hirth, portrait à la sanguine ;
  - Nu féminin assis, sanguine ;
  - Nu féminin, sanguine ;
  - Scène de danse à l’antique, sanguine ;
  - Étude pour une Déploration, mine de plomb ;
  - Maternité, mine de plomb ;
  - Portrait de la mère de l’artiste, huile sur toile ;
  - Femme, bronze patiné ;
  - Allenbach, buste plâtre patiné ;
  - Jacques Gachot, buste plâtre patiné ;
  - Tête de Robert Heitz, bronze ;
  - Colonel Henri Ausset, buste en bronze ;
  - Robert Heitz, portrait bas-relief, bronze ;
  - Torse de femme jeune, grès blanchâtre ;
  - Torse de femme mure, grès rouge[9].